# Brittiska F3-mästerskapet 1986
Brittiska F3-mästerskapet 1986 var ett race som vanns av Andy Wallace, som dock inte lyckades ta sig vidare till Formel 1, trots seriens omfång i slutet av 1980-talet.

## Slutställning
| Plats | Förare            | Poäng |
| ----- | ----------------- | ----- |
| 1     | Andy Wallace      | 121   |
| 2     | Maurizio Sala     | 83    |
| 3     | Martin Donnelly   | 59    |
| 4     | Gerrit van Kouwen | 24    |
| 5     | Gary Brabham      | 22    |
| 6     | Julian Bailey     | 21    |